# Irvingly van Eijma
Irvingly van Eijma (Tilburg, 9 februari 1994) is een voormalig Nederlands-Curaçaos profvoetballer, die bij voorkeur als centrumspits speelde.

## Clubcarrière
Van Eijma speelde in de jeugd van FC Den Bosch tot 2014, waarna hij vertrok naar een Cypriotische club. Een jaar later kwam hij terug in Nederland en ging hij spelen bij de amateurs van RKTVV. Met de club speelde hij 4 maanden in de Tweede klasse, waarna hij in juni 2015 op amateurbasis aansloot bij FC Oss, de nummer negen van het voorgaande seizoen in de Eerste divisie. Hij maakte zijn debuut op 7 augustus 2015 in de wedstrijd tegen FC Emmen. Hij kwam een kwartier voor tijd het veld in voor Seku Conneh. In de zomer van 2016 nam FC Oss afscheid van de middenvelder.
Eind augustus 2016 vond Van Eijma in de Finse derdeklasser Atlantis FC een nieuwe club. Al gauw kwam hij met de Nederlandse spelers Salah Aharar, Derwin Martina en Ayoub Ait Afkir in opspraak vanwege verdenkingen door de voorzitter van Atlantis van matchfixing. De spelers ontkenden en verlieten de club. In december bleek uit onderzoek in de Volkskrant dat de spelers onschuldig waren en de club een speelbal was van meerdere groepen matchfixers.
Vanaf januari 2017 kwam Van Eijma uit voor RKC Waalwijk. Hij bezorgde in zijn debuutwedstrijd tegen FC Dordrecht op 17 februari zijn club de overwinning toen hij een kwartier voor tijd, bij een 0-1 achterstand, binnen de lijnen kwam en vervolgens tweemaal doel trof. Medio 2018 ging hij naar Kozakken Boys. Na een halfjaar hield hij het bij de club voor gezien. Vervolgens speelde Van Eijma een half seizoen voor BVV Barendrecht, waarmee hij laatste eindigde in de Tweede Divisie. In augustus 2019 ging hij naar het Belgische Bocholt VV. Een jaar later ging hij weer in Nederland voetballen, bij Real Lunet, nadat hij begin 2020 zijn contract bij Bocholt had laten ontbinden.

## Statistieken in het betaalde voetbal
| Seizoen         | Club            |                    | Competitie      | Competitie | Competitie | Beker | Beker | Overig | Overig | Totaal | Totaal |
| Seizoen         | Club            | Wed.               | Competitie      | Dlp.       | Wed.       | Dlp.  | Wed.  | Dlp.   | Wed.   | Dlp.   |        |
| --------------- | --------------- | ------------------ | --------------- | ---------- | ---------- | ----- | ----- | ------ | ------ | ------ | ------ |
| 2015/16         | FC Oss          | Vlag van Nederland | Eerste divisie  | 21         | 2          | 0     | 0     | -      | -      | 21     | 2      |
| 2016            | Atlantis FC     | Vlag van Finland   | Kakkonen        | 1          | 1          | 0     | 0     | -      | -      | 1      | 1      |
| 2016/17         | RKC Waalwijk    | Vlag van Nederland | Eerste divisie  | 5          | 2          | 0     | 0     | 2      | 0      | 7      | 2      |
| 2017/18         | RKC Waalwijk    | Vlag van Nederland | Eerste divisie  | 14         | 3          | 1     | 0     | 0      | 0      | 15     | 3      |
| Carrière totaal | Carrière totaal | Carrière totaal    | Carrière totaal | 41         | 8          | 1     | 0     | 2      | 0      | 44     | 8      |

## Interlandcarrière
Van Eijma speelde voor Curaçao onder 20, waarmee hij uitkwam op de CONCACAF onder 20 in 2013. Daarvoor speelde hij ook mee in de kwalificatiewedstrijden voor dit toernooi. Op 1 juni 2016 debuteerde van Eijma in het Curaçaos voetbalelftal.